# Eugène-Henri Gravelotte
Eugène-Henri Gravelotte (Parigi, 6 febbraio 1876 – Bénodet, 23 agosto 1939) è stato uno schermidore francese.
Partecipò alle gare di scherma delle prime Olimpiadi moderne che si svolsero ad Atene nel 1896, nel fioretto, vincendo la medaglia d'oro.
In finale sconfisse il suo connazionale Henri Callot per 3 stoccate a 2. Per questa vittoria lo schermidore francese non ricevette una medaglia d'oro, bensì una d'argento. L'introduzione della medaglia d'oro per il vincitore olimpico verrà introdotta più tardi.